# Марсне
Марсне́ (фр. Marcenay) — коммуна во Франции, находится в регионе Бургундия. Департамент коммуны — Кот-д’Ор. Входит в состав кантона Лень. Округ коммуны — Монбар.
Код INSEE коммуны — 21378.

## Население
Население коммуны на 2010 год составляло 113 человек.
| 1962 | 1968 | 1975 | 1982 | 1990 | 1999 | 2010 |
| ---- | ---- | ---- | ---- | ---- | ---- | ---- |
| 166  | 188  | 149  | 145  | 130  | 116  | 113  |

## Экономика
В 2010 году среди 79 человек трудоспособного возраста (15—64 лет) 64 были экономически активными, 15 — неактивными (показатель активности — 81,0 %, в 1999 году было 73,6 %). Из 64 активных жителей работали 56 человек (34 мужчины и 22 женщины), безработных было 8 (4 мужчины и 4 женщины). Среди 15 неактивных 5 человек были учениками или студентами, 3 — пенсионерами, 7 были неактивными по другим причинам.